# Aeroportul Errol
Aeroportul Errol (IATA: ERR, ICAO: KERR, FAA LID: ERR) este un aeroport din Comitatul Coös, New Hampshire, New Hampshire, Statele Unite ale Americii.
Situat la o altitudine de 380 m, aeroportul dispune de o singură pistă.